# درة بسيطة
الدُّرَّة البسيطة (الاسم العلمي: Brotogeris tirica) هو نوع من الطيور يتبع فُصَيِّلَة ببغاوات الإقليم المداري الجديد ضمن الفصيلة الببغائية التي تضم الببغاوات الإفريقية وببغاوات العالم الجديد. يستوطن هذا الطائر البرازيل.